# 케이티 렁
케이티 렁(영어: Katie Leung, 1987년 8월 8일 ~ )은 스코틀랜드의 배우이다. 해리 포터 영화 시리즈의 초 챙 역으로 잘 알려져 있다. 부모님은 홍콩 출신으로 그녀의 광둥어 이름은 렁푸이시(梁佩詩)이다.

## 약력
스코틀랜드 노스래너크셔 머더웰에서 태어났다. 부모님은 홍콩 출신으로, 아버지 피터 렁(Peter Leung)은 글래스고에서 사업을 했고, 어머니 카와이 리(Kar Wai Li)는 은행가였다. 케이티 렁이 3세 때 부모님이 이혼하였다.
렁이 10대 때 아버지가 영화 《해리 포터와 불의 잔》의 캐스팅 광고를 보고 딸에게 출연을 제안하였다. 렁은 4시간을 기다려 5분간의 오디션을 보았고, 2주 후 초 챙 역으로 캐스팅되었음을 통보받았다. 당시 경쟁률은 3,000을 넘었다. 2011년 인터뷰에서 렁은 해리 포터 오디션 덕분에 이혼한 부모님이 함께 하게 되어 기뻤다고 고백하였다. 초 챙은 《해리 포터와 불의 잔》에서 주인공 해리 포터의 경쟁자 세드릭 디고리의 연인으로 등장했고, 속편 《해리 포터와 불사조 기사단》에서는 해리 포터의 연인이 되었다.
해리 포터 이후에는 주로 TV 드라마의 단역으로 나오다가, 2017년 영화 《T2: 트레인스포팅》과 《더 포리너》의 조연으로 출연하였다.

## 출연작 목록

### 영화
| 연도 | 제목                        | 원제                                          | 배역   | 비고 |
| ---- | --------------------------- | --------------------------------------------- | ------ | ---- |
| 2005 | 해리 포터와 불의 잔         | Harry Potter and the Goblet of Fire           | 초 챙  |      |
| 2007 | 해리 포터와 불사조 기사단   | Harry Potter and the Order of the Phoenix     | 초 챙  |      |
| 2009 | 해리 포터와 혼혈 왕자       | Harry Potter and the Half-Blood Prince        | 초 챙  |      |
| 2011 | 해리 포터와 죽음의 성물 2부 | Harry Potter and the Deathly Hallows - Part 2 | 초 챙  |      |
| 2017 | T2: 트레인스포팅 2          | T2 Trainspotting                              | 간호사 |      |
| 2017 | 더 포리너                   | The Foreigner                                 | 판     |      |

### 텔레비전 드라마
| 연도 | 제목                           | 원제                     | 배역        | 비고                                   |
| ---- | ------------------------------ | ------------------------ | ----------- | -------------------------------------- |
| 2008 | 아가사 크리스티: 명탐정 포와로 | Agatha Christie's Poirot | 쉬 타이     | "Cat among the pigeons" 에피소드       |
| 2013 | 런                             | Run                      | 잉          | 미니시리즈                             |
| 2014 | 명탐정 브라운 신부             | Father Brown             | 자리 제라드 | "The Prize of Colonel Gerard" 에피소드 |
| 2014 | 원 차일드                      | One Child                | 메이 애슐리 | 주인공                                 |
| 2018 | 스트레인저스                   | Strangers                | 라우 첸     |                                        |
| 2019 | 차이메리카                     | Chimerica                | 류리        |                                        |
| 2020 | 더 네스트                      | The Nest                 | 엘리너      | 2회분 출연                             |